# 센티멘탈 그래피티
《센티멘탈 그래피티》는 NEC인터채널에서 제작한 연애 시뮬레이션 게임이다. 여행이 취미인 주인공을 내세워 12명의 소녀들과 추억을 쌓아가는 이야기이다. '센티멘탈 그래피티2' 에서는 전작의 주인공이 교통사고로 죽어 새로운 주인공이 12명의 소녀들의 마음을 달래주는 내용이다.

## 줄거리
아버지의 직장으로 전학이 잦았던 주인공은 그 지역마다 12명의 소녀들을 만나게 된다. 그러던 어느 날 정체불명의 편지가 오게 되는데 주인공은 이 편지를 보낸 사람이 12명의 소녀들중 한명이라고 생각하고 그녀를 만나러 여행을 떠난다.

## 등장인물
사와타리 호노카
성우 : 스즈키 마리코 / 류점희
생일 : 5월 14일
별자리 : 목우자리
혈액형 : O형
키 : 160cm
취미 : 쇼핑
특기 : 승마, 말 기르기
이미지 칼라 : 핑크(분홍색)
홋카이도 삿포로시에서 살고 있으며, 사립 고교에 다니고 있다. 어릴 적 주인공에게 도움을 받지만 그 일로 인해 주인공을 다치게 만든다. 병원에 입원중인 주인공의 문병을 다녀 주인공과 가까워진다. 난폭한 남자들을 싫어하기 때문에 남자를 대하는 것이 서툴다.
아다치 타에코 (안다혜)
성우 : 오카다 쥰코 / 채의진
생일 : 1월 19일
별자리 : 염소자리
혈액형 : A형
키 : 158cm
취미 : 가사, 아이들 돌보기
특기 : 스키
이미지 칼라 : 블루(파란색)
아오모리현 아오모리시에 살고 있으며, 현립 아오가키 고교에 다니고 있다. 주인공과는 소꿉친구 사이로 주인공을 이성으로 생각하면서 주인공과 멀어지게 된다. 부모님은 일로 바쁘시기 때문에 주로 가사일을 담당하고 있으며, 아이들을 돌보는 일을 하고 있다.
나가쿠라 에미루
성우 : 마에다 아이 / 이자명
생일 : 7월 20일
별자리 : 게자리
혈액형 : B형
키 : 154cm
취미 : 점, PC현상
특기 : 에미루와의 일어 사용, 영시 점
이미지 칼라 : 옐로(노란색)
미야기현 센다이시에 살고 있으며, 사립 모에기 여고에 다니고 있다. 오컬트매니아이며 주인공을 "달링"이라 부른다. 학교 성적은 우수하여 자기 감정을 솔직하게 표현하는 성격이다.
호사카 미유키
성우 : 마키시마 유키 / 김효선
생일 : 2월 16일
별자리 : 물병자리
혈액형 : A형
키 : 156cm
취미 : 미술관 구경
특기 : 회화
이미지 칼라 : 브라운(갈색)
이시카와현 가나자와시에 살고 있으며, 현립 사야마 고교에 다니고 있다. 부모님이 기모노 가게를 경영하고 있으며, 기모노를 입는 것을 매우 싫어한다. 상대방의 마음에 상처를 입히는 것을 싫어하여 솔직하지 못하지만 기본적으로 착실한 성격이다.
호시노 아스카
성우 : 오카모토 아사미 / 양정화
생일 : 6월 21일
별자리 : 쌍둥이자리
혈액형 : B형
키 : 153cm
취미 : 정보지 보기, 인형 뽑기
특기 : 유행 체크, 정보지
이미지 칼라 : 오렌지(주황색)색
가나가와현 요코하마시에 살고 있으며, 사립 세이카 여고에 다니고 있다. 새로운 것을 좋아하고, 유행이라면 사족을 못 쓰는 성격이다. 주인공과 함께 영화를 보려고 주인공을 꼬셨다가 어떤 사건을 겪는다.
야마모토 루리카 (신유미)
성우 : 콘노 히로미 / 김나연
생일 : 8월 22일
별자리 : 사자자리
혈액형 : O형
키 : 165cm
취미 : 재미있는 것
특기 : 맞장구 치기
이미지 칼라 : 라이트 블루(하늘색)
아이치현 나고야시에 살고 있으며, 현립 미즈츠카 고교에 다니고 있다. 쾌활하고 활발한 성격의 여자아이로 많은 남자 친구들과 사귀고 있다. 어릴 적 자신의 실수로 인해 주인공에게 거짓말을 덮어 씌운 일로 주인공에게 미안해하며 그 사건 이후 거짓말을 굉장히 싫어한다.
아야사키 와카나
성우 : 오다 미치코 / 김선희
생일 : 9월 16일
별자리 : 처녀자리
혈액형 : A형
키 : 165cm
취미 : 다도회
특기 : 응급처치
이미지 칼라 : 퍼플(보라색)
교토부 교토시에 살고 있으며, 시운사립 여고에 다니고 있다. 명문가의 아가씨로 엄한 할아버지 때문에 외롭게 지내야만 했던 시절 자신을 잘 대해준 주인공을 잊지 못하여 창고안에 있다가 할아버지에게 들킨 일이 있다.
모리이 카호 (윤미라)
성우 : 만나카 유키코 / 윤미나
생일 : 4월 19일
별자리 : 양자리
혈액형 : O형
키 : 162cm
취미 : 달리기
특기 : 철판구이
이미지 칼라 : 라이트 그린(연두색)
오사카부 오사카시에 살고 있으며, 사사미네 여고에 다니고 있다. 오랫동안 육상을 해 왔지만 학년별 릴레이에서 한 번도 이기지 못했다. 주인공의 권유로 출전한 이후 굉장한 레벨의 육상선수가 된다. 집에서 하는 가게에서 아르바이트를 할 정도로 알뜰함을 가졌다.
스기하라 마나미 (성미나)
성우 : 토요시마 마치코 / 이현진
생일 : 3월 12일
별자리 : 물고기자리
혈액형 : A형
키 : 158cm
취미 : 산림욕, 새를 보기, 시집
특기 : 상대방의 마음 읽기, 새들과 대화
이미지 칼라 : 화이트(흰색)
가가와현 다카마쓰시에 살고 있으며, 시라이자카 고교에 다니고 있다. 몸이 약해 학교를 결석하는 경우가 많다. 용모 단정, 성적 우수, 품행 방정 얌전하고 조용하다. 감수성이 풍부하여 동물들과도 어떤 교감같은 것을 할 정도이다. 상냥하고 순수한 성격의 미소녀로 수줍음이 많아 친구들과 잘 어울리지 못한다.
나나세 유우
성우 : 니시구치 유카 / 이지영
생일 : 12월 18일
별자리 : 사수자리
혈액형 : B형
키 : 160cm
취미 : 여행, 별보기
특기 : 숨겨진 것을 찾아내는 것
히로시마현 히로시마시에 살고 있으며 아케노미아 고교에 다니고 있다. 자유로운 사고 형식을 가지고 있는 여자아이로 미스테리어한 분위기를 좋아한다. 잘 모르는 곳, 가보지 않았던 곳에 관심을 가지고 있으며, 방학 때 여행하는 시간이 많다. 주인공과 함께 전망대에서 별을 보다 가까워진 사이이다.
마츠오카 치에
성우 : 요네모토 치즈 / 이명선
생일 : 11월 23일
별자리 : 전갈자리
혈액형 : AB형
키 : 162cm
취미 : 없음
특기 : 기타 연주
이미지 칼라 : 블랙(검은색)
후쿠오카현 후쿠오카시에 살고 있으며 고쿠요우칸 고교에 다니고 있다. 프로 아티스트를 목표로 밴드 활동을 하고 있어 어릴 적 이사한 지 얼마 안 된 주인공과 함께 기획한 문화제의 밴드 콘테스트에 나간 적이 있었다. 자존심이 강하고 터프한 성격으로 현재도 어코스틱 기타와 일렉트릭 기타를 맡고 있다. Southern black[사우젼 블랙]이라는 밴드에서 보컬리스트겸 기타리스트로 활동하고 있다.
엔도 아키라
성우 : 스즈키 우라하코 / 이동은
생일 : 10월 31일
별자리 : 천징자리
혈액형 : AB형
키 : 168cm
취미 : 점, PC통신
특기 : 바이올린 연주
이미지 칼라 : 그린(녹색)
나가사키현 나가사키시에 살고 있으며 세이렌 여고에 다니고 있다. 어릴 적 바이올린에 흥미를 잃었다가 주인공의 부탁으로 바이올린을 가르치면서 바이올리니스트로서 자신감을 얻었다. 자신만의 유행을 만들어 가는 것을 좋아하여 현재는 콩쿨 만년 2위에 빠져있다.

## 애니메이션
센티멘탈 저니라는 애니메이션이 발매되었다. 하지만 국내에는 인지도가 부족하여 많이 알려져 있지는 않다.
12화로 이루어져 있으며, 각 화마다 한 등장인물의 과거 이야기가 나오며 추억에 관련된 내용으로 구성되어 있다.

## 기타작품
- 센티멘탈 저니 (어드벤처 주사위게임) - 플레이스테이션